# Турач світлобровий
Тура́ч світлобровий (Scleroptila streptophora) — вид куроподібних птахів родини фазанових (Phasianidae). Мешкає в Центральній Африці.

## Опис
Довжина птаха становить 33 см. У дорослого самця тім'я і потилиця темно-коричнювато-сірі, над очима довгі білі "брови". Обличчя і боки шиї руді, горло біле. Верхня частина грудей і нижня частина шиї білі, поцятковані чорними смугами, які утворюють смугастий "комірець". ижня частина тіла охриста, на боках темно-коричневі смуги. Верхня частина тіла і спина сірувато-коричневі, поцятковані вузькими охристими смужками. Хвіст сіро-буруватий. Дзьоб чорний, хнизу біля основи на ньому світло-жовтувата пляма. Лапи світло-жовті, шпори невеликі. Забарвлення самців і самиць подібне.

## Поширення і екологія
Світлоброві турачі мешкають в західній Уганді, Руанді, Бурунді, південно-західній Кенії, північно-західній Танзанії, а також в центральному Камеруні. Вони живуть на кам'янистих гірських схилах, порослих чагарниками та на гірських луках. Зустрічаються на висоті від 600 до 1800 м над рівнем моря.

## Поведінка
Світлоброві турачі зустрічаються парами або невеликими зграйками, найбільш активні рано вранці. Живляться насінням, ягодами і молодими пагонами, а також комахами, їх личинками та іншими безхребетними. Імовірно, є моногамними. В кладці 4-5 сірих яєць, іноді поцяткованих темними плямками. Гніздування відувається під час сухого сезону або на початку сезону дощів.

## Збереження
МСОП класифікує стан збереження цього виду як близький до загрозливого. За оцінками дослідників, популяція світлобрових турачів становить від 6 до 15 тисяч птахів. Їм загрожує знищення природного середовища.